# Motocyklowe Grand Prix Stanów Zjednoczonych 2007
Motocyklowe Grand Prix Stanów Zjednoczonych 2007 – jedenasta eliminacja Motocyklowych Mistrzostw Świata, rozegrana 20 - 22 lipca 2007 na torze Laguna Seca w Monterey.

## Opis weekendu Grand Prix

### Wyniki MotoGP[2]
| Legenda oznaczeń w tabelach wyników Wyświetl szablon na nowej stronie | Legenda oznaczeń w tabelach wyników Wyświetl szablon na nowej stronie                                                                     |
| Oznaczenie                                                            | Wyjaśnienie |
| --------------------------------------------------------------------- | --- |
| Złoty                                                                 | Zwycięzca lub mistrzostwo |
| Srebrny                                                               | 2. miejsce lub wicemistrzostwo |
| Brązowy                                                               | 3. miejsce lub II wicemistrzostwo |
| Zielony                                                               | Ukończył, punktował (w klasyfikacji generalnej, gdy zdobył co najmniej jeden punkt na przestrzeni sezonu, poza trzema powyższymi opcjami) |
| Niebieski                                                             | Ukończył, nie punktował (w klasyfikacji generalnej, gdy nie zdobył co najmniej jednego punktu na przestrzeni sezonu)                      |
| Czerwony                                                              | Nie zakwalifikował się (NZ) |
| Czerwony                                                              | Nie prekwalifikował się (NPK) |
| Różowy                                                                | Nie ukończył (NU) |
| Różowy                                                                | Niesklasyfikowany (NS) (w klasyfikacji generalnej, gdy nie został sklasyfikowany w żadnym wyścigu sezonu)                                 |
| Czarny                                                                | Zdyskwalifikowany (DK) |
| Czarny                                                                | Wykluczony (WYK/EX) |
| Biały                                                                 | Nie wystartował (NW) |
| Biały                                                                 | Kontuzjowany (K/INJ) |
| Biały                                                                 | Wyścig odwołany (OD/C) |
| Bez koloru                                                            | Został wycofany (WYC/WD) |
| Bez koloru                                                            | Nie przybył (NP/DNA) |
| Bez koloru                                                            | Nie brał udziału w treningach (NT/DNP) |
| Bez koloru                                                            | Nie został zgłoszony (–) |
| Pogrubienie                                                           | Start z pole position |
| Kursywa                                                               | Najszybsze okrążenie wyścigu |
| †                                                                     | Nie ukończył, ale jego rezultat został zaliczony ze względu na przejechanie więcej niż 90% dystansu wyścigu.                              |
| *                                                                     | Sezon w trakcie |
| 1/2/3                                                                 | Punktowana pozycja w sprincie kwalifikacyjnym                                                                                             |
| Lista systemów punktacji Formuły 1                                    | |

#### Wyścig[3]
| Pozycja | Nr | Motocyklista     | Motocykl | Okr. | Czas / Strata | Start | Punkty |
| ------- | -- | ---------------- | -------- | ---- | ------------- | ----- | ------ |
| 1       | 27 | Casey Stoner     | Ducati   | 32   | 44:20,325     | 1     | 25     |
| 2       | 71 | Chris Vermeulen  | Suzuki   | 32   | +9,865        | 3     | 20     |
| 3       | 33 | Marco Melandri   | Honda    | 32   | +25,641       | 10    | 16     |
| 4       | 46 | Valentino Rossi  | Yamaha   | 32   | +30,664       | 5     | 13     |
| 5       | 26 | Daniel Pedrosa   | Honda    | 32   | +35,622       | 2     | 11     |
| 6       | 14 | Randy de Puniet  | Kawasaki | 32   | +38,306       | 13    | 10     |
| 7       | 13 | Anthony West     | Kawasaki | 32   | +41,422       | 12    | 9      |
| 8       | 6  | Makoto Tamada    | Yamaha   | 32   | +42,355       | 11    | 8      |
| 9       | 4  | Alex Barros      | Ducati   | 32   | +43,520       | 17    | 7      |
| 10      | 13 | Roger Lee Hayden | Kawasaki | 32   | +43,720       | 16    | 6      |
| 11      | 5  | Colin Edwards    | Yamaha   | 32   | +47,376       | 8     | 5      |
| 12      | 56 | Shinya Nakano    | Honda    | 32   | +52,848       | 9     | 4      |
| 13      | 50 | Sylvain Guintoli | Yamaha   | 32   | +58,410       | 14    | 3      |
| 14      | 7  | Carlos Checa     | Honda    | 32   | +1:15,366     | 15    | 2      |
| 15      | 21 | John Hopkins     | Suzuki   | 30   | +2 okr.       | 7     | 1      |
| 16      | 66 | Chaz Davies      | Ducati   | 29   | +3 okr.       | 20    |        |
| NS      | 1  | Nicky Hayden     | Honda    | 22   | wycofał się   | 4     |        |
| NS      | 17 | Miguel Duhamel   | Honda    | 10   | wycofał się   | 19    |        |
| NS      | 80 | Kurtis Roberts   | KR212V   | 5    | wycofał się   | 18    |        |
| NS      | 65 | Loris Capirossi  | Ducati   | 3    | wycofał się   | 6     |        |

#### Najszybsze okrążenie[4]
| Nr | Motocyklista | Konstruktor | Czas     |
| -- | ------------ | ----------- | -------- |
| 27 | Casey Stoner | Ducati      | 1:22,564 |